# Mount Gavaghan
Mount Gavaghan ist ein 1525 m hoher Berg im ostantarktischen Mac-Robertson-Land. In der Porthos Range, einer Gebirgskette der Prince Charles Mountains, ragt er zwischen Mount Kirkby und Mount Creighton auf.
Kartiert wurde der Berg anhand von Luftaufnahmen der Australian National Antarctic Research Expeditions. Das Antarctic Names Committee of Australia (ANCA) benannte ihn nach Eamonn Joseph Gavaghan (1927–2003), Funker auf der Mawson-Station im Jahr 1963.